# A Igrexa (Boullón)
A Igrexa es una aldea española, actualmente despoblada, que forma parte de la parroquia de Boullón, del municipio de Brión, en la provincia de La Coruña.